# كارين مارش
كارين مارش (26 ديسمبر 1951 في نيوزيلندا - ) (بالإنجليزية: Karen Marsh)‏ هي لاعبة كريكت نيوزلندية. شاركت مع منتخب نيوزيلندا الوطني للكريكت.

## وصلات خارجية
- كارين مارش على موقع إي آس بي آن كريك إنفو (الإنجليزية)